# Limoz Dizdari
Limoz Dizdari, także Limos Dizdari (ur. 7 lutego 1942 w wiosce Rusan k. Delviny) – albański muzyk, kompozytor i polityk.

## Życiorys
W 1961 ukończył naukę w liceum artystycznym Jordan Misja (klasa oboju) i rozpoczął studia w Konserwatorium Państwowym w Tiranie (w klasie kompozycji pod kierunkiem Çeska Zadei). W tym czasie grał na oboju i fortepianie. Po ukończeniu studiów w 1966 podjął pracę redaktora w Radiu Tirana, a następnie dyrektora muzycznego w domu kultury w Sarandzie. Od 1968 zajmował się komponowaniem muzyki do filmów fabularnych, dokumentalnych i animowanych. W roku 1974 objął stanowisko redaktora muzycznego w Studiu Filmowym Nowa Albania. W latach 1988–1991 pełnił funkcję dyrektora artystycznego Ludowego Zespołu Pieśni i Tańca. W latach 2000–2005 stał na czele Ligi Pisarzy i Artystów Albanii.
W wyborach parlamentarnych w 1997 zdobył mandat deputowanego do parlamentu, jako przedstawiciel Socjalistycznej Partii Albanii. W parlamencie przewodniczył komisji kultury i edukacji. W późniejszym okresie związał się z Socjalistycznym Ruchem Integracji, awansując do władz krajowych partii.
W jego dorobku kompozytorskim znajdują się pieśni, sonaty i romanse, a także utwory sceniczne (w tym balet Peshkatarët – Rybacy). W 2006 ukazała się płyta CD z dziełami L. Dizdariego, w wykonaniu czołówki albańskich śpiewaków operowych. Za swoją działalność otrzymał od władz Albanii tytuł Artysty Ludu (alb. Artist i Popullit) oraz tytuł Zasłużonego Artysty (Artist i Merituar). W maju 2022 trafił do szpitala Shefqet Ndroqi w Tiranie w sytuacji zagrożenia życia.
Córka Dizdariego, Alda jest znaną w Albanii skrzypaczką.

## Muzyka filmowa
- 1968: Otwarte horyzonty
- 1970: Monterka
- 1971: Góry pokryte zielenią
- 1972: Sumienie
- 1974: Białe drogi
- 1975: Ben sam znajduje drogę
- 1975: Zana i Miri
- 1977: Człowiek z armatą
- 1978: Koncert w roku 1936
- 1979: Szkoła
- 1980: Kulami w monarchę
- 1981: Jesienne wymówki
- 1981: Ślady w błękicie
- 1981: Zorza wielkiej zmiany
- 1982: Droga wolności
- 1985: U progu życia
- 1987: Baśń z przeszłości